# كونستانس كين
كونستانس كين (بالإنجليزية: Constance Keene)‏ هي معلمة موسيقى وعازفة بيانو أمريكية، ولدت في 9 فبراير 1921 في بروكلين في الولايات المتحدة، وتوفيت في 24 ديسمبر 2005 في نيويورك في الولايات المتحدة.

## وصلات خارجية
- كونستانس كين على موقع ميوزك برينز (الإنجليزية)
- كونستانس كين على موقع ديسكوغز (الإنجليزية)